# Antonio Lamarca
Antonio Lamarca fue un marino que participó de la campaña naval de 1814 en el marco de la Guerra de Independencia Argentina.

## Biografía
Antonio Lamarca o Lamarque nació en Nueva Orleans, Luisiana (entonces parte de España), hacia el año 1780, hijo de Arnoldo Lamarque y María Abadié.
Emigró al Río de la Plata y en Buenos Aires (donde castellanizó su apellido) se incorporó a la nueva escuadra de las Provincias Unidas del Río de la Plata a las órdenes de Guillermo Brown, quien le dio el mando de la goleta Fortuna entre el 15 de enero y el 15 de febrero de 1814.
El 14 de abril de 1814 ascendió a sargento mayor y a partir de mayo pasó a la corbeta Agradable con la que se unió a la escuadra bloqueadora de Montevideo, participando del combate naval del Buceo.
Tras la caída de la plaza realista fue ascendido al grado de teniente coronel el 28 de junio de ese año.
Murió en Buenos Aires el 1 de marzo de 1816. Estaba casado con María Blanco y ambos fueron el tronco del apellido Lamarca en Sudamérica.